# Дворотик
Дворотик (Dicranodontium) — рід мохів родини Dicranaceae.
Вперше рід був описаний Брухом і Вільгельмом Філіпом Шимперами.
Рід має космополітичне поширення.
Містить 13 видів